# Kypr na letních olympijských hrách
Kypr na letních olympijských hrách startuje od roku 1980. Toto je přehled účastí, medailového zisku a vlajkonošů na dané sportovní události.

## Účast na Letních olympijských hrách
| Dějiště LOH            | LOH      | Vlajkonoš                         | Zlatá medaile | Stříbrná medaile | Bronzová medaile | Celkem |
| ---------------------- | -------- | --------------------------------- | ------------- | ---------------- | ---------------- | ------ |
| 1980 Moskva            | LOH 1980 | Kostas Papakostas                 |               |                  |                  | 0      |
| 1984 Los Angeles       | LOH 1984 | Marios Kassianidis                |               |                  |                  | 0      |
| 1988 Soul              | LOH 1988 | Mikhalakis Tymbios                |               |                  |                  | 0      |
| 1992 Barcelona         | LOH 1992 | Marios Khatziandreou              |               |                  |                  | 0      |
| 1996 Atlanta           | LOH 1996 | Anninos Markoullidis              |               |                  |                  | 0      |
| 2000 Sydney            | LOH 2000 | Antonis Andreou                   |               |                  |                  | 0      |
| 2004 Athény            | LOH 2004 | Giorgos Akhilleos                 |               |                  |                  | 0      |
| 2008 Peking            | LOH 2008 | Giorgos Akhilleos                 |               |                  |                  | 0      |
| 2012 Londýn            | LOH 2012 | Marcos Baghdatis                  |               | 1                |                  | 1      |
| 2016 Rio de Janeiro    | LOH 2016 | Pavlos Kontides                   |               |                  |                  | 0      |
| 2020 Tokio             | LOH 2020 | Andri Eleftheriou Pavlos Kontides |               |                  |                  | 0      |
| 2024 Paříž             | LOH 2024 |                                   |               |                  |                  | x      |
| Celkem                 | 11       |                                   | 0             | 1                | 0                | 1      |
| Zdroj na Olympedia.org |          |                                   |               |                  |                  |        |